# 鹤见大学
鶴見大學（日语：／ Tsurumi Daigaku）是一所在日本神奈川縣横滨市鹤见區的私立大学。

## 历史
1953年（昭和28年），由学校法人総持学園成立鹤见女子短期大学。
目前，学校由四年制文学院、六年制牙医学院、短期大学、研究生院等组成。
此外，受文部省（现文部科学省）委托开设“图书馆研究课程（图书馆员和辅助图书馆员课程）”。修习此课程的学生活跃于全国图书馆。
同时，其也是一所曹洞宗派的私立大学。